# تساي تشنغ
تساي تشنغ (بالصينية: 蔡诚) هو سياسي صيني، ولد في نوفمبر 1927، وتوفي في 2 سبتمبر 2009. حزبياً، نشط في الحزب الشيوعي الصيني. وقد انتخب عضو اللجنة الدائمة للمجلس الوطني لنواب الشعب الصيني ‏ خلال فترته النيابية ‏ وانتخب عضو مجلس الشعب الصيني ‏ خلال فترته النيابية ‏ وانتخب وزير العدل في جمهورية الصين الشعبية (1988 – 1993).